# مجموعة محمد المعجل
مجموعة محمد المعجل هي شركة مساهمة سعودية، تأسست في الأول من يناير عام 1954، برأس مال يبلغ مليار ومئتان وخمسون مليون ريال سعودي، يتمثل نشاط شركة مجموعة محمد المعجل في بناء وصيانة منشآت النفط والغاز والبتروكيماويات والمنصات المغمورة وتشمل جميع الأعمال المدنية والإنشائيه والميكانيكية والكهربائية والآلية.

## تاريخ الشركة
تعود نشأة نشاط شركة مجموعة محمد المعجل إلى منتصف الخمسينيات، وتم تسجيلها كمؤسسة فردية مقرها مدينة الدمام بالمملكة العربية السعودية، بموجب السجل التجاري رقم 2050003174 بتاريخ 3 جمادى الثاني 1394هـ (الموافق 24 يونيو 1974م). وقد تم تحويل الشركة من مؤسسة فردية إلى شركة ذات مسؤولية محدودة في 15 ربيع الأول 1428هـ (الموافق 3 أبريل 2007م)، وتم أيضا في نفس العام تحويل الشركة إلى شركة مساهمة بموجب القرار الوزاري رقم 270 بتاريخ 29 شوال 1428هـ (الموافق 10 نوفمبر 2007م) وبرأس مال بلغ مليار ريال سعودي مقسم إلى 100 مليون سهم تبلغ القيمة الاسمية للسهم الواحد 10 ريالات سعودية. وتم رفع رأس المال في منتصف العام 2009م إلى (1250) مليون ريال مقسمة إلى 125 مليون سهم.

## نشاط الشركة
تتخصص مجموعة المعجل في تعهدات الأشغال العامة المعتمدة في مشاريع النفط والغاز والمنشأت البتروكيماوية والمشاريع المغمورة النفطية. وتتركز أنشطة الشركة الحالية على بناء منشآت النفط والغاز والبتروكيماويات والمنصات المغمورة بموجب عقود مقاولة من الباطن. ويشمل نطاق عمل الشركة جميع الأعمال المدنية والإنشائية والميكانيكية والكهربائية والآلية وأعمال الصيانة. وتتضمن المهام التي تتولاها مجموعة المعجل تنفيذ جميع التصاميم والمخططات وتأمين كافة المستندات الضرورية للمشاريع، وتوريد المواد وفقاً للمخططات والمعايير المتفق عليها مع المقاول الرئيس أو الجهة المالكة للمشروع، وتوريد جميع المعدات الآليات والمواد والملحقات والأدوات الضرورية لتنفيذ الأعمال الإنشائية والخدماتية للمنشآت الصناعية، وتأمين العمالة والرقابة الضرورية لتنفيذ الأشغال. وتقوم الشركة كذلك بتوفير خدمات إدارة الجودة ومعاينة التصاميم الهندسية والتصنيعية وفحوصات اختبار المنشآت الصناعية قبل بدء تشغيلها وبعد تشغيلها للتأكد من أن كامل المنشأة صالحة للخدمة.

## الانهيار وإيقاف التداول
- في 2010 بدأت الشركة بمواجهة تحديات مالية وخسائر متتالية، وأوقف سهمها من التداول في 22 يوليو 2012م.
- في سبتمبر 2014، تكبدت خسائر متراكمة بـ 2.7 مليار ريال أي ما يعادل 221% من رأس المال. ليتم شطب الشركة من البورصة.في مايو 2017م.[4]
- في مايو 2021 صدر حكم نهائي من الأمانة العامة للجان الفصل في منازعات الأوراق المالية في الدعوى الجماعية ضد المسؤولين عن مخالفات «مجموعة المعجل»، وعلى رأسهم رئيس مجلس إدارة المجموعة، بإلزامهم بدفع 40.2 مليون ريال للمتضررين.[5]